# テンションパーマ
テンションパーマは、日本のパンクロックバンド。キャッチフレーズは「フォーク生まれロック育ち」。

## メンバー
- 遠藤亮介（えんどう　りょうすけ、1985年1月23日 - 、B型）ボーカル、ギター。徳島県美馬市脇町出身。専修大学卒業。実家は米屋「えんどう屋」
  - バンド活動をするために脇町高校を卒業後、上京。2005年テンションパーマを結成。現在はカラオケ屋でバイトをしている。テンションパーマの宴会部長。一度寝るとなかなか起きない。
- 吉田崇大（よしだ　たかひろ、1985年6月12日 - 、O型）ベース。神奈川県藤沢市出身。県立鎌倉高校卒業。
  - テンションパーマの運転担当。実家はコンビニ。外見は草食系男子。
- 國定啓多（くにさだ　けいた、1984年11月3日 - 、O型）ドラム。東京都板橋区出身。都立北野高校卒業。専門学校デジタルアーツ東京サウンドクリエイティブ学科卒業。
  - 2003年より、地元の仲間たちによるナッパの家族に加入。2010年のナッパの家族解散に伴い、宅配ピザ屋の正社員になる。2011年より助っ人集団☆石井ジャイアンツに加入。2011年に7月18日にテンションパーマ加入を発表。同年8月より正式にメンバーとなる。ほぼ同時期に自動二輪の免許も取得。釣りが趣味。

サポート
- ヨースケ（ザ・キャプテンズ）
- モリス（四星球）
- たけ（ユタ州）
- 渡辺和己（SUNDAYS）
- ゴンザレス（人性補欠）

## 概要　来歴
2005年、遠藤、吉田、タクローにより結成。当初は神奈川を中心にライブ活動を行っていたが新宿へと拠点を移す。ナッパの家族(2010年2月解散)などと『新宿の音楽シーンをつくる』を合言葉にライブを続ける。ボーカル遠藤の高校時代の先輩である北島康雄がボーカルを務める四星球とも交流が深く、遠藤の地元徳島での初凱旋ライブは、北島康雄企画として2007年11月に行われた。
尚、独立リーグの野球選手との交流も多く、中でも富山サンダーバーズとは縁が深い。最初に入場曲としてテンションパーマの曲を使ったのが富山サンダーバーズの生出和也投手。『それが人生』を2007年に使用したことに感銘を受けた遠藤がオリジナルの『日本海に咲く花』を製作。2008年～2009年に使用された。その縁で富山サンダーバーズ主催の試合前に球場ライブを務めた。2008年8月、となみチューリップスタジアム、2009年8月、アルペンスタジアム、2010年8月城光寺野球場。また、遠藤の地元徳島インディゴソックスの2選手との交流もあり、2008年8月、あなんアグリスタジアム、2009年8月、鳴門ポカリスエットスタジアムにて球場ライブ開催。
また、『日本海に咲く花』は四国放送サービス『エクスペリエンスギフト』のCM曲として2008年4月～2009年5月まで使用された。2009年5月～2011年までは、同CMに『空は青』が使用された。同CMにはボーカル遠藤も出演していた。
2010年12月31日　タクローが脱退。
2011年7月18日　國定が新メンバーとして加入。
2012年1月　吉田の家庭事情により3月10日のライブを最後に活動休止を発表。以後、遠藤の弾き語りライブは各地で行われていた。
2013年10月14日　ホームページにて解散を発表。
2014年1月26日　最後の活動として鳴門D-BOXにて遠藤と國定の二人でライブを行った。

## エピソード
遠藤は、プライベートで訪れた富山で『富山ブラック』を食べて『メンマが噛みついてくる』という名言を残す。また、四星球のサポートギターをしていたこともあり、現四星球ギターのまさやんにライバル意識を燃やしている。
吉田は、鮨が大好き。プライベートでよく行く富山では表面を軽く炙った鮨を好み、『炙りの吉田』と呼ばれているとかいないとか。牛丼にフレンチドレッシングをかけて食べるらしい（本人曰く、ロコモコ風）。酒は基本的に飲まないが、梅酒にはうるさいらしい。立山梅酒を好んで飲む。
國定はナッパの家族解散後、ピザ屋の店長として働くが、お客様からのクレームを多数いただき本部で大問題となる。そんな時、遠藤の「テンションパーマに入れば髪の毛が生える」との言葉を鵜呑みにし、加入する。

## ディスコグラフィー

### ミニアルバム
フォーク生まれロック育ち(2010年5月30日)
1. ワンダフルワールド
2. ろくでもない
3. 最後の声
4. 美しき無垢
5. グラタン
6. 未完成の日々
7. どこまでも

### シングル
生活(2011年12月1日)
1. 生活
2. ストーリー オブ 僕たち
3. この町の歩きかた
4. 曖昧になる君と僕の間にあるのは愛なのだ

### デモCD
アテンションプリーズ(2006年4月)
1. WE ARE TENPER
2. かすかな未来
3. sayonara
4. 遙か彼方
5. あと何回
6. ハンドル
7. DEAR MY GOD
8. それが人生
9. PARTY

グラタン/想いで雨が降る夜に(2007年11月)
1. グラタン
2. 想いで雨が降る夜に
3. それが人生
4. live音源

流れ星(2008年6月18日)
1. 流れ星
2. 2007、夏
3. あと何回
4. パレット

小さな駅の小さなホーム(2009年3月31日)
1. 小さな駅の小さなホーム
2. かすかな未来
3. 東京ハッピーエンド
4. 空は青

### 入場曲
1. 日本海に咲く花（富山サンダーバーズ　生出和也投手）
2. 愛の漢、永井（徳島インディゴソックス　永井豪選手）
3. マシノのマーチ（徳島インディゴソックス　増野真太郎選手）
4. 右腕に愛と夢（神戸9クルーズ　大阪GB　小園司投手）
5. 雨上がりの太陽に（富山サンダーバーズ　日名田城宏投手）

### DVD
1. 新宿王国
2. 徳島ワンマン